# Ramsthal
Ramsthal este o comună aflată în districtul Bad Kissingen, landul Bavaria, Germania.